# Morodvisz
Morodvisz (macedónul: Мородвис) település Észak-Macedóniában, a Keleti körzetben, Zrnovci községben.

## Népesség
| Lakosok száma | 581  | 636  | 637  | 679  | 592  | 533  | 524  | 549  | 318  |
|               | 1948 | 1953 | 1961 | 1971 | 1981 | 1991 | 1994 | 2002 | 2021 |

2002-ben 549 lakosa volt, akik mindannyian macedónok.